# Ghost in the Shell: Stand Alone Complex Solid State Society
Ghost in the Shell: Stand Alone Complex - Solid State Society (攻殻機動隊 STAND ALONE COMPLEX Solid State Society?) es una película basada en el manga Ghost in the Shell de Masamune Shirow. Producida por Production I.G y dirigida por Kenji Kamiyama, es una continuación de la serie Ghost in the Shell: Stand Alone Complex.
Kenji Kamiyama y Production I.G declararon durante la Anime Expo 2006 donde presentaron el proyecto que Solid State Society no suponía el final de la serie Stand Alone Complex.

## Argumento
En el año 2034, la "Sección Policial de Seguridad Pública 9", trabaja en asegurarse que la información en Internet no sea controlada por terroristas. La Mayor Motoko Kusanagi, la antigua jefe de la Sección 9, retorna 2 años después de haberse desilusionado del departamento, con el único propósito de atrapar a un hacker que se hace llamar "El Titiritero", la mente maestras detrás de una serie de suicidios de alto perfil.
La "Sección 9", en el transcurso de la investigación del hacker, descubre una compleja conspiración que implica a un programa de lisiados de la tercera edad, un político de extrema derecha y un servicio burocrático corrupto.

## Historia y lanzamiento
Ghost in the Shell: Stand Alone Complex - Solid State Society fue planeada como una película y su lanzamiento realizado en los siguientes medios y orden en Japón.
- El 1 de septiembre de 2006 se estrena en canal de pago por evento Perfect Choice 160 de la compañía de DTH Sky Perfect.
- El 23 de octubre de 2006 se exhibe en el Roppongi meeting place del evento Animecs TIFF2006, dentro del marco del Tokyo international movie festival (TIFF).
- El 24 de noviembre de 2006 se estrena para venta en DVD.

## Música
La banda sonora de la película, al igual que para las dos temporadas de anime para televisión de Stand Alone Complex, fue compuesta por Yōko Kanno.
- Tema de apertura: Player - Letra: Origa / Música: Yōko Kanno / Voz: Origa con Heartsdales
- Tema de cierre: Date of Rebirth - Letra: Origa / Música: Yōko Kanno / Voz: Origa